# 漆姑无心菜
漆姑无心菜（学名：Arenaria saginoides）为石竹科无心菜属的植物。分布于中国大陆的西藏、青海、新疆、四川等地，生长于海拔4,030米至5,100米的地区，目前尚未由人工引种栽培。

## 别名
漆姑草蚤缀（拉汉种子植物名称）